# Museo nazionale del Bardo (Algeri)
Il Museo nazionale del Bardo (in arabo المتحف الوطني باردو‎?; in francese Musée national du Bardo) è un museo localizzato a Sidi M'Hamed, Algeri, in Algeria.

## Storia
L'edificio, in origine una villa in stile moresco costruita nel XVIII secolo, fu proprietà del principe tunisino Mustapha ben Omar, fino al maggio 1881 (istituzione del trattato del Bardo). A seguito dell'occupazione francese della Tunisia, la villa ha più volte cambiato proprietario, l'ultimo noto fu la signora Frémont, sorella di Pierre Joret, che nel 1926 decise di cedere la villa allo Stato, che appena un anno dopo la trasformò in un museo.